# Belisar
Flavius Belisarius (řecky Βελισάριος, 505 – 13. března 565) byl byzantský vojevůdce 6. století. Historiky je označován za posledního velkého římského generála. Žil za vlády císařů Anastasia I., Justina I. a Justiniána I.

## Život
Belisarius, pocházející dílem z římského patricijského stavu, dílem z místní ilyrské (balkánské) šlechty, vynikal již v mládí mimořádným vůdcovským talentem. Prosazoval svůj vlastní originální názor na vedení vojska a nezbytné strategické kroky, ale vynikal i v pečlivém výběru podřízených, kterým pak ponechával širokou vlastní iniciativu. Nebyl spokojen se stavem drtivé většiny byzantské armády, jejíž rekruti pocházeli dílem z otroků, dílem z nevolníků, jejichž nízká motivace a bojové nasazení bylo předem degradováno nesmyslně brutálním a pohrdavým přístupem neschopných generálů, kteří navíc často podřízená vojska využívali např. k práci na svých polnostech, rozkrádali státní prostředky na výzbroj a výstroj a nikdy neměli dost.
Tak docházelo i k zadržování žoldu a z toho všeho plynoucím zoufalým vzpourám. A to vše se odráželo pochopitelně i v kvalitě výcviku. Belisarius absolvoval s vynikajícími výsledky šlechtickou důstojnickou akademii, rychle postupoval ve vojenské hierarchii a brzy jej císař Justin, předchůdce Justiniána, zaujatý Belisariovými návrhy a plány reorganizace armády pověřil sestavením zcela nového vojenského oddílu, základu pozdějších proslulých Belisariových „Dvorských kyrysníků“, či „Dvorského pluku“. Jako rekruty Belisarius odmítal bývalé vojáky, které považoval za zkažené předchozím špatným výcvikem a službou, nestál ani o propuštěné otroky, či násilně naverbované nevolníky, hledal jen zdravé, svobodné, hrdé a sebevědomé muže. Každého rekruta osobně schvaloval. Při výcviku se snažil skloubit výhody jezdectva a pěchoty, jeho jezdci, „rytíři“, museli ovládat stejně dobře boj kopím i mečem, jako střelbu z luků.
Dobré zacházení, pravidelný dobrý žold a všestranná péče o Dvorský pluk byla základem vojenských úspěchů mladého generála. Pluk nikdy nezklamal, bojoval stejně dobře jako jezdectvo, pěchota i lučištníci. Byl schopen útočit v otevřené krajině, dobývat opevněná sídla i je následně bránit. Nikdy neustoupil, vždy byl včas – a po tak dlouhou dobu jak bylo zapotřebí tam, kde generál přikázal, vždy byl schopen dostát všem generálovým požadavkům. Veteráni Dvorského pluku, z nichž někteří se pod Belisariem domohli značného majetku, jej ostatně významně podpořili i na sklonku života, kdy se ocitl v hrubě nespravedlivé nemilosti dvora a císaře Justiniána.

## Počátky vojenské a politické kariéry
První křest bojem prodělal Belisarius a jeho Dvorský pluk za vpádu Gepidů, kteří znepokojovali a příležitostně drancovali římské pohraničí na Dunaji r. 520. Díky chytrému zásobování vojska lodicemi na Dunaji pronikl Belisarius hluboko na území Gepidů a jeho vojáci netrpěli v této téměř pusté krajině nedostatkem. Přepadali skupiny jízdních Gepidů palbou z luků a když se tito vrhli do pronásledování, byli sevřeni čekajícími zálohami do kleští a pobiti. Gepidská pěchota poté bez jízdy neměla šanci odolávat smrštím šípů a padala po stovkách, aniž se dostala do bližšího kontaktu s byzantskými oddíly. Podobné tažení zopakoval Belisarius i následujícího roku proti Bulharům. Ti, jako převážně jízdní lučištníci, neměli silné pancíře a těžkou výzbroj. Belisarius je tedy klamnými ústupy vlákával do pastí, kde byli v boji z blízka rychle rozdrceni. Úspěch byl tak pronikavý, že císař udělil Belisariovi titul „Vznešeného patricie“ což byla hodnost velitele císařské gardy. Zejména zajatí Gepidové, charakterističtí vysokými a urostlými postavami dostali možnost vstoupit do Belisariova „Dvorského pluku“, taktika kterou úspěšně generál používal i v dalších válkách a v drtivé většině tuto možnost přijali. Zajatí barbaři do té doby totiž sloužili výhradně jako zdroj otroků pro nejtvrdší práce na galérách či v dolech, volba byla tudíž logicky jednoznačná.

Mapa Byzantskoperského pomezí

Po těchto úspěších sláva mladého generála, těšícího se velké císařské přízni, dostala zatěžkávací zkoušku na východě, s dávným rivalem jak starého Říma, tak současné Byzance, s Peršany. Po nových perských útocích po r. 527 byl Belisarius vyslán na perské pomezí na pomoc generálu Sittasovi, který dost nešťastně, dílem kvůli nekvalitním námezdním vojenským oddílům, špatně vyzbrojeným, vycvičeným a ještě hůře motivovaným, dílem vinou vlastní neschopnosti, oplácel Peršanům tyto pohraniční vpády z perské Ibérie. Situace se změnila jmenováním Belisaria do funkce vrchního velitele. Díky kázni vojska a obratné taktice a strategii Belisaria utrpěli Peršané v bitvě u Dary ostudnou porážku.
Po této drtivé porážce šáh Kobád z obavy před novými vážnými nepokoji ze strany Arménů, povzbuzených byzantským vítězstvím v perské Ibérii, navrhl mírová jednání, zároveň ale vyjednával s Araby, aby nenadále napadli byzantské území od jihovýchodu. Persko-arabské vojsko se spojilo cestou z Ktésifónu do jižní Sýrie a očekávalo nerušený postup do boku nic netušícím Byzantincům. Belisarius se však před podobnou možností zajistil sítí zvědů a dobrou informační službou (kouřovými signály) a před nepřítelem byl včas varován. Rychlým protiútokem napadl a zahnal předvoj persko/arabské armády a ta se po krátkém váhání – vida, že překvapivý útok je již nereálný – raději obrátila nazpět.
Belisariovy předsunuté oddíly je stíhaly až ke březím Eufratu, kde perskému veliteli Azarethovi nezbylo než přijmout bitvu. Přílišná horlivost některých Belisariových důstojníků způsobila, že bitva započala dříve než dorazila celá byzantská armáda. Jen železná kázeň vojáků Dvorského pluku zabránila byzantské porážce a protiútok přesily Peršanů byl odražen. Poté se perské vojsko obrátilo do Persie a byzantské do Darrasu. Peršané se pak omezili jen na malé operace proti bouřícím se Arménům v Ibérii a když Kobád zemřel, nástupnické spory dočasně poskytly Byzanci klid.

## Povstání Niká a tažení proti Vandalům
Belisarius byl povolán z hranice zpět ke dvoru v Konstantinopoli (Cařihradu), právě včas aby se vyznamenal při potlačení povstání Niká (Niké) r. 532. Po těchto zlých událostech, kdy se pod císařem Justiniánem vážně otřásl trůn, se naskytla možnost posílit byzantský vliv v dávno již ztracené západní polovině bývalé Římské říše. Vandalové, starogermánský kmen se převalil v 5. století n. l. rozpadajícím se impériem přes Hispanii do severní Afriky, kterou brzy opanoval. Vandalští králové kořistili na všechny strany a pokračovali úspěšně ve výbojích, z nichž nejproslulejším bylo dobytí a vyplenění samotného Říma r. 455. Nynější krize byla způsobena sesazením a uvězněním otevřeně pro-byzantského vandalského krále Hildericha jeho synovcem Gelimerem r. 530. Mírová jednání neuspěla a tak byl Belisarius jmenován vrchním velitelem trestné výpravy a po doplnění zásob na Sicílii se vylodil v Africe, kde svedl s králem Gelimerem nedaleko Kartága krátkou a vítěznou bitvu u desátého milníku.
Po rychlém a drtivém vítězství byzantské armády u desátého milníku se Belisariovi bez boje poddalo i samotné velké a bohaté hlavní město vandalského království Kartágo. Gelimerovi přispěchal s armádou na pomoc jeho bratr Zaza ze Sardinie, ale ani této další vandalské armádě, která začala obléhat Kartágo se nevedlo lépe. Po smrti bratra Ammatase nebyl Gelimer psychicky schopný vést vojsko v bitvě u desátého milníku a obdobná situace se opakovala nyní před Kartágem. Po zabití bratra Zazy Gelimer uprchl od vojska, které se po jeho nestatečném příkladu rozprchlo bez boje. Belisarius dosáhl obrovského vítězství. Po zhroucení vandalské armády rychle bez boje opanoval celou někdejší římskou severní Afriku, Sardiii i Korsiku, kde byl všude vnímán spíše jako osvoboditel zpod vandalské nadvlády, jímal tisíce vandalských zajatců po celém rozsáhlém teritoriu a zejména v hlavním městě získal nesmírnou kořist nashromážděnou předchozími vandalskými výboji a loupežemi.

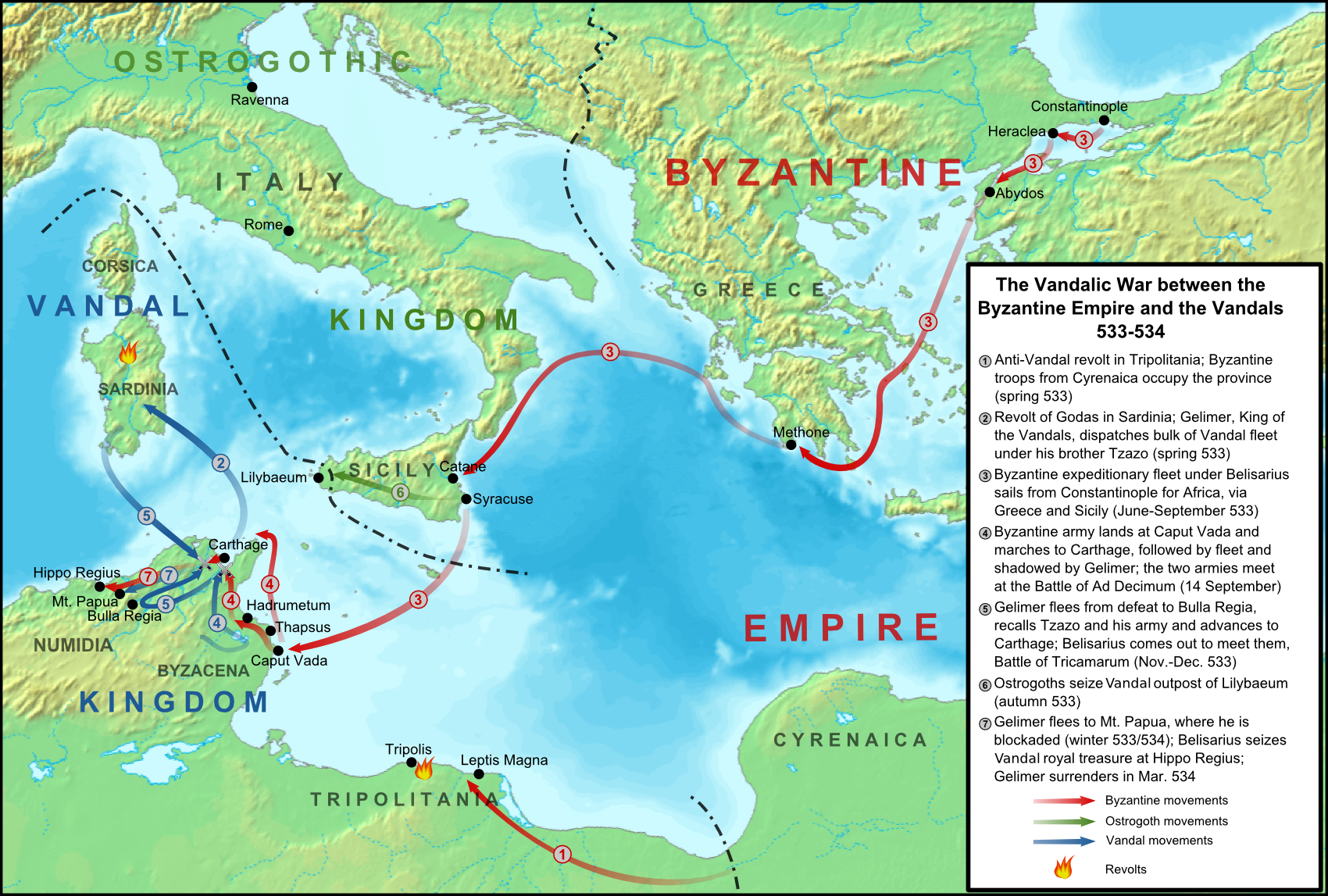
Taktická mapa pohybů byzantských a vandalských armád

Obrovský, rychlý a nadmíru drtivý Belisariúv úspěch v Africe nadmíru popudil jisté dvorské kruhy, představované touto dobou zejména velmožem Janem z Kappadokie, který se díky širokým stykům stále těšil bezmezné císařově důvěře (viz jeho sporná role v povstání Niká) a Belisarius byl u dvora v nepřítomnosti obviněn, že hodlá vandalské království i nesmírnou kořist uchvátit pro sebe. Tito spiklenci měli své sympatizanty a zvědy přímo v Belisariově štábu a zprávy o nestoudných pomluvách nezůstaly Belisariovi utajeny. Po poradě s důvěrníky jmenoval guvernérem Afriky schopného eunucha Šalamouna a odjel ihned do Cařihradu obvinění pádně vyvrátit. 15 000 vybraných zajatců s bývalým králem Gelimerem v čele a zejména nevídané poklady z Afriky svojí čarovnou mocí obnovily vřelé sympatie císaře Justiniána k Belisariovi, kterého nazval „naším věrným dobrodincem“ a jako takovému mu uspořádal poslední vojenský triumf podle starořímského vzoru, pořádaný v Cařihradě někomu jinému než samotnému císaři. Následující rok (535) udělil císař Belisariovi – též naposledy v dějinách Byzance – úřad konzula. Ve své právě dokončené sbírce zákonů se Justinián ovšem sám nazval „Přemožitelem Vandalů a Afričanů“.
Významnou část kořisti z Afriky tvořilo i veliké množství svatých ostatků a relikvií, uloupených Vandaly z rozličných míst zaniklého západního impéria. Mnohé kláštery a kostely v Byzanci, Malé Asii, Řecku i na Středním Východě dostaly na celá následující staletí své nejcennější posvátné poklady. Tak se i do jeruzalemského hlavního chrámu stojícího na místě někdejšího židovského chrámu krále Heroda dostalo zlaté a stříbrné náčiní, odvezené kdysi císařem Titem z dobytého Jeruzaléma. Židovští rabíni byli tímto činem nesmírně pobouřeni, spatřovali v tomto činu další křivdu a svolávali boží trest na císaře Justiniána. Prorokovali rovněž „brzké vyhnání křesťanů z Jeruzaléma“. Také mladý perský šáh Chosrú byl překvapen a znepokojen byzantským nesmírným vítězstvím na Západě. I on ale dostal od Justiniána cenný dar z vandalské kořisti a mír zůstal zachován.

## Tažení proti Gotům do Itálie
Po vynikajícím úspěchu byzantských vojsk v Africe velice vzrostly Justiniánovy ambice a doufal v rozšíření své moci na Itálii, někdejší centrum říše, jejímž jménem se Justiniánovo císařství stále honosilo. Východním Gotům (Ostrogotům) v té době panovala v Itálii jako regentka královna Amalasontha, podle jiného pramene též Amalaswintha, dcera proslulého dobyvatele Theodoricha Velikého za svého nezletilého syna Athalaricha. Královna se již v dřívějších letech často přikláněla k významnému spojenci v Byzanci jako opoře proti mocné gotské šlechtě, kteří ženou jako nositelkou svrchované královské moci pohrdali. Jádrem sporu s Byzancí se stalo dřívější vandalské území kolem města Lilybaeum na Sicílii.
K dohodě zatím vždy ochotná Amalasontha se tímto městem, drženém gotskou posádkou, rozhodla podpořit své vratké postavení na trůně a k Justiniánovu překvapení jej odmítla vydat Byzantincům. Záhy nato však údajně na následky nemírného pití a hýření zemřel nezletilý následník trůnu Athalarich a královna tím dle zvykového práva ztratila nárok na jakoukoliv moc. Rychle se ji pokusila obnovit sňatkem s vlivným gotským šlechticem Theodatem a její plány se zdály úspěšně naplněné, neboť gotská šlechta vzdala ochotně Theodatovi královské pocty. Theodat ale zklamal naděje mocichtivé královny, zavrhl ji, uvěznil pod dohledem a záhy poté byla zavražděna – přinejmenším s královým vědomím. Dobré až důvěrné styky zavražděné královny s Justiniániovým dvorem a jeho vyslanci se staly dobrým důvodem k nasazení opačného politického kursu nového gotského krále. Justinián nato dal pokyn k válce a vyslal jednak generála Munda k úderu proti Gotům v Dalmácii a Belisaria s loďstvem na Sicílii. Zároveň se Justinián pokoušel přesvědčit Franky, aby gótské državy v Itálii současně napadli vpádem ze severu.
Belisarius vplul pokojně koncem léta r. 535 do sicilské Katanie s odůvodněním, že míří a armádou potlačit vzpouru maurských kmenů do Afriky. Po četných rozhovorech s významnými šlechtici a bohatými měšťany a obchodníky Katanie i dalších sicilských měst usoudil, že situace je připravena ke vzpouře a prohlásil se za ochránce Sicílie. Gotské posádky se mu nikde neodvážily vzdorovat a stáhly se urychleně do Palerma. Belisariovo loďstvo bez potíží vplulo do palermského přístavu a velké množství lučištníků na stěžních a ráhnech začalo zasypávat skleslé obránce šípy. Poté, co zápalné šípy způsobily v okolí přístavu několik požárů, povstalo také palermské obyvatelstvo a zbylá gótská posádka se urychleně vzdala do rukou Belisariovi. Pověst vítězného a nepřemožitelného vojevůdce mu vydala téměř bez boje celý rozlehlý, úrodný a bohatý ostrov. Jelikož úspěch slavil i generál Mundus v Dalmácii, kde dobyl opevněný přístav Split, král Theodat začal potají vyjednávat o uzavření míru. Údajně nabízel Justiniánovi i vazalskou smlouvu či úplné předání Itálie do byzantských rukou. Gótská šlechta však svému nového králi již příliš nedůvěřovala a rozhodně nebyl obávanou královskou autoritou. Aniž svého krále informovali, vypravili se gotští šlechtici se svými bojovníky do Dalmácie, kde ve velké krvavé bitvě byl generál Mundus zabit a zdecimované byzantské vojsko ustoupilo zpět do Ilyrie. Těžké ztráty však donutily i Góty stáhnout se po bitvě do Itálie. Když se nadto začaly šířit zprávy o jakémsi velkém protibyzantském povstání v severní Africe, proti kterému bude muset Belisarius ze Sicílie neprodleně zasáhnout, Theodat rychle obrátil, ihned poslal Justiniánovi pohrdavý a urážlivý vzkaz a vyslal vlastní armádu zmocnit se nazpět nikým již nehájeného Splitu.
Povstání v Africe skutečně vypuklo. Po Belisariově odjezdu nastoupili císařští výběrčí daní a s nesmírnou vytrvalostí brali zejména chudým a bezmocným hned dvojmo – jednak pro císaře, jednak do vlastních kapes, což vytvářelo podhoubí pro masivní korupci a rozkrádání – čímž měl Belisariův správce Šalamoun neřešitelnou pozici. Nespokojenost a ojedinělé revolty propukaly ve městech i na venkově. Jádro skutečné vzpoury ale tvořili spojenečtí vojáci neortodoxního náboženského vyznání (zejména Hunové a Thrákové), kteří byli na císařův rozkaz tvrdě nuceni k opuštění zejména ariánského „bludařství“. Jejich hněv se obrátil proti představiteli císařské moci – Šalamounovi. Ten se pokusil proti nespokojencům vojensky zasáhnout, ale poslušnost mu vypověděla vlastní palácová stráž a musel uprchnout na Sicílii.
Velitelem povstalecké armády se stal Thrák Socas a po vydrancování Kartága se k němu připojily i některé venkovské vojenské oddíly dosud bojující s povstalými maurskými kmeny ve vnitrozemí. Do jeho armády vstoupily i stovky Vandalů, kterým se podařilo prchnout ze zajetí nebo dosud někde skrývali. Belisarius se na jaře r. 536 náhle vylodil v Karthágu s pouhou stovkou svých Dvorských kyrysníků a chmurně prohlížel vydrancované paláce. Nejenže se mu nikdo nepostavil na odpor, ale rychle se k němu ve městě seběhlo na dva tisíce loyálních vojáků, kteří se k povstaleckému vojsku z různých důvodů nepřipojili. Generálovo jméno a pověst bylo dostatečnou zárukou, kam se v nastalém chaosu obrátit. S tímto vojskem Belisarius vyrazil proti sedmitisícové armádě vzbouřenců. U městečka Memres využil příznivého větru, který valil nepříteli do oči spousty prachu a písku, čelním útokem rozdrtil formaci Vandalů a zbytek povstalecké armády se obrátil na úprk. Ani poslední vojenské vystoupení kdysi obávaného kmene nedopadlo nijak slavně. V očekávání brzkého císařova rozkazu k vpádu do Itálie se Belisarius po této krátké bitvě rychle vrátil na Sicílii, když v Kartágu pověřil likvidací zbývajících vzbouřenců svého budoucího zetě Hildegera. Belisarius zde musel urovnat rozepře svých velitelů a své energické manželky Antoniny a připravoval se k vyplutí. Rozkaz však dlouho nepřicházel. Justinián hodlal nejprve napravit neúspěch v Dalmácii a vypravil novou armádu z Ilyrie, která se opět Splitu zmocnila a Belisarius konečně obdržel povel k vyplutí.

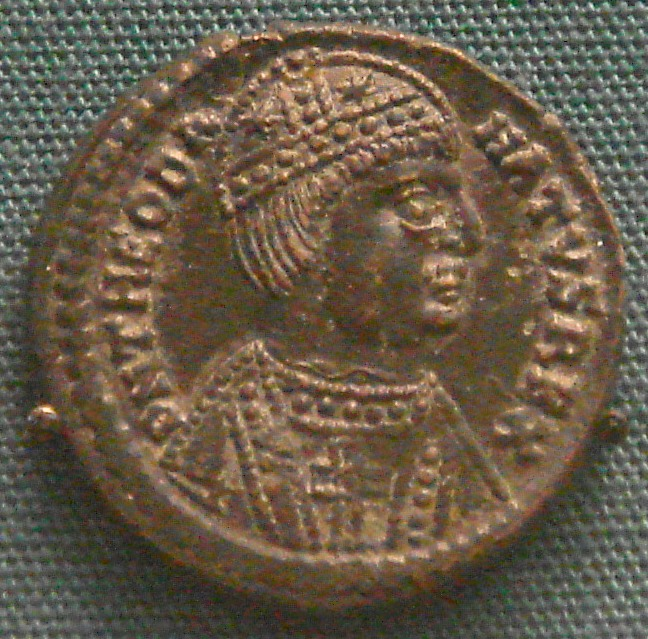
Král Theodat (Theodahat) na zlaté minci

Opakovala se situace ze Sicilie. Poté, co za slib bohaté odměny zběhl gótský velitel opevněného města Regia, počaly gótské posádky ze všech ostatních opevněných jihoitalských měst před rychle postupujícím Belisariem zběsile prchat na sever. Za měsíc po vylodění tak byzantské vojsko stanulo před hradbami Neapole, z jehož hradeb se Gótové okázale holedbali, že jich je větší počet než celého Belisariova vojska (čítajícího tou dobou asi 10 000 mužů). Neapolský starosta se dostavil před Belisaria a oznámil mu, že jsou loajální ke králi Theodatovi, neboť jim nic jiného nezbývá a gótská posádka má od krále rozkaz Neapol za každou cenu ubránit, jinak nechá Theodat zmasakrovat jejich rodiny na severu. Přesto však se starostovi podařilo tajně generálovi sdělit, že holedbání Gótů je zcela nepravdivé a není jich v celé Neapoli více než 1500. Po 18 dnech neúspěšného obléhání proniklo za městské hradby několik stovek vojáků starým, polozříceným a zapomenutým akvaduktem, díky čemuž Neapol téže noci padla Belisariovi do rukou. Pád Neapole měl ještě jeden nečekaný efekt. Gótská šlechta již jen čekala na záminku jak neschopného, chvástavého a arogantního Theodata svrhnout a za nového krále zvolila proslulého válečníka Vitiga. Svržený prchající král Theodat byl nedaleko Ravenny dohnán a zavražděn. Mezitím Frankové vskutku zaútočili a drancovali severní gotské državy. Velký počet gotských bojovníků byl též v Dalmácii a Vitiges neměl dostatek sil, se kterými by se mohl odvážit udeřit na Belisaria. Posílil tedy gótskou posádku Říma a v Ravenně uzavřel sňatek s dcerou zavražděné královny Amalasonthy, Matasonthou, která jako vnučka Theodoricha Velikého měla posílit jeho královské právo. Poté Vitiges za výkupné a územní ústupky uzavřel mír s Franky a stahoval uvolněné vojenské oddíly k Římu. Belisariova pověst však byla rychlejší. Papež, římský senát a další patriciové mu otevřeli brány (v prosinci r. 536) a gótsřímská posádka rozhodně nečekala, až bude mít možnost měřit síly s obávaným Belisariem v římských ulicích, kterému pověst již dala podobu neporazitelného héroa – hrdiny. Po slavném uvítání, po obvyklé výměně bohatých darů a poct však Belisarius naproti očekáváním vlastních velitelů i Římanů netáhl na Ravennu, již od dob posledních západořímských císařů nové sídelní město upadající říše, přinejmenším Itálie, ale dal zpevňovat zchátralé hradby a rovněž plnit sýpky v Římě přivezeným sicilským obilím. Další zásoby hromadil z římského venkova a dal verbovat a cvičit také nové vojenské oddíly.

## Obrana Říma

Mapa pohybů vojsk v první fázi byzantsko – gotské války

Tři měsíce trvalo než Vitiges shromáždil celou armádu svého království a vytáhl proti Římu. Historik Prokopius z Cesareje uvádí 150 000 Gótů, což je údaj pravděpodobně silně přehnaný, v každém případě však byl poměr sil velice nevyrovnaný. První střetnutí proběhlo u Mulvijského mostu, 2 míle od Říma. Jeho získání bylo pro Vitiga nezbytností a pohled na zdánlivě nekonečný proud blížících se Gotů způsobil mezi obránci mostu paniku a úprk. Kolony gotských jezdců začaly překonávat řeku, když narazili na samotného Belisaria mířícího s nevelkým počtem svých tělesných stráží na inspekci.
Vypukla prudká a zuřivá řež, ve které Gótové až příliš bezhlavě a neorganizovaně usilovali o zabití nebo zajetí slavného byzantského generála. Ten nejenže díky železné kázni a získané profesionalitě svých stráží dokázal tří hodiny držet pozice proti obrovské přesile, ale nakonec zdecimované gotské houfy zahnal na ústup. Doufal, že posádka ve věžích mostu se ještě stále úspěšně brání, což byla ovšem lichá naděje. Generál pak nařídil organizovaný ústup, během kterého byly dotírající čerstvé skupiny jízdních Gotů decimovány palbou z luků. V Římě však postupně přicházející ranění zaměnili padlého Belisariova podkoního Maxentia za generála samého a rychle se rozšířila zvěst že Belisarius je mrtev.
Způsobilo to nemálo zmatků a Belisariovi věrní s vypětím všech sil vyvraceli tuto nebezpečnou poplašnou zprávu. Když generál se svým prořídlým oddílem do města konečně dorazil, morálka armády se ihned zvedla na obvyklou úroveň. Na poradě pak měl Belisarius s úsměvem prohlásil, že si je jist gotskou porážkou. Deputace římských senátorů byla šokována sebevědomím „Řeků“ a nebyla sto pochopit, proč střetnutí u Mulvijského mostu pokládají za své vítězství a předzvěst totální porážky nepřítele. Kromě faktu, že Gotům nebyla k ničemu jejich veliká početní převaha, a trvale projevovali neorganizovanost a pouhou živelnost svých útoků, generál zejména vsázel na skutečnost, že tak početnou armádu Vitiges není a nebude schopen ovládat. Další dny obléhání tomu nasvědčovaly. Gotské vojsko se rozložilo v několik táborech kolem Říma na levém i pravém břehu Tibery a dotíralo postupně na různých místech hradeb. Obléhací věže přisouvané k hradbám neposkytovaly dobré krytí svým posádkám a větší dostřel byzantských luků, nadto z vyvýšeného místa Gotům znemožňoval krýt se vlastní účinnou střelbou. Postupující směstnané šiky gotské pěchoty pak byly zcela bezbranné proti husté a koordinované palbě obránců. Belisarius přikázal pobít zejména volská spřežení táhnoucí obléhací věže a ty pak zůstávaly na bojišti opuštěné a nepohyblivé. Při výpadech pak byly snadno zapáleny a zničeny. Gotové útočící přes řeku, jednak po Aeliánském mostě, jednak čluny po vodě, se sice probili až k Hadriánovu mausoleu (Andělskému hradu), ale od této nepřístupné pevnosti byli odraženi.
Gotové z člunů jim nebyli schopni přispěchat na pomoc útokem do týla Byzantinců, neboť zapadli v bahnitých mělčinách Tibery a byli později s drtivými ztrátami zahnáni zpět přes řeku. Jinde zase u tzv. „Ohrady“ u Praenestinské brány přiléhající k hradbám byl velký počet Gotů do „ohrady“ vpuštěn po předstíraném slabém odporu a tam pak masakrován jak palbou z hradeb, tak vycvičenými Isaury kteří svými dýkami působili v hustě směstnaných řadách nepřátel vážné trhliny. Protiútok Belisariových „Dvorských kyrysníků“ s generálem v čele z Praenestinské brány nakonec způsobil bezhlavý úprk tohoto zmasakrovaného oddílu zpět do jejich tábora. Po tak vážných neúspěších gotské masivní útoky polevily. Belisarius jich využil ke zlepšení morálky svého vojska tím, že vodní mlýny, poháněné původně nyní zazděnými římskými akvadukty nahradil nouzovými mlýny na lodicích, poháněnými tokem Tibery a vojáci měli vždy k dispozici dostatek čerstvého chleba. Přesto před budoucí možnou hrozbou vyhladovění ze stále velice lidnatého Říma dal Belisarius posílat po moři, později i po souší do bezpečí tisíce římských občanů, zejména starců, žen a dětí. Poslal také další listy císaři do Konstantinopole a žádal o posily. Gotské tábory byly stále odvážněji znepokojovány záškodnickými akcemi a občas byl přepaden a zmasakrován i větší počet Gotů provádějících průzkum či zásobování. V přepadech ze zálohy zde vynikli hlavně severoafričtí Maurové. V květnu r. 537 konečně přišly jisté posily pod generálem Martinem, Vitiges se však ještě předtím zmocnil římského přístavu a odřízl tak jediné zásobování města potravinami. Nevelké posily nadto nijak nemohly změnit trvající hluboký nepoměr sil a za patové situace uběhl téměř celý zbytek roku. Přes trvající odvážné a úspěšné výpady i daleko za hradby Belisariovy síly nemohly odrazit nepřítele od hradeb a Vitiges nehodlal zdánlivě jistou koříst přes všechny dosavadní závažné neúspěchy pustit ze sevření. Ukončení obležení Říma by znamenalo obrovskou morální prohru s jistě fatálními důsledky a to nový gotský král již vůbec nechtěl riskovat. Musel zvítězit. Musel zničit Belisaria s jeho armádou a obhájit tak svůj trůn hlavně proti věčně se bouřícím gotským šlechticům.
Přes odsun části civilního obyvatelstva a přes veškerá opatření k zajištění potravy jí ve městě s ubíhajícími měsíci rychle ubývalo. Výpady z města se staly již výhradně výpravami zásobovacími a jezdec, který Gotům doslova před nosem mečem požal a odnesl snop obilí, byl při návratu do Říma nadšeně slaven jako velký hrdina, vracející se z vítězné bitvy. Nejvýznačnějšími událostmi závěru roku byl pokus o zradu z řad římského duchovenstva, jež se pokusilo zkontaktovat Vitiga a nabídnout mu otevření některé z městských bran. Belisar obvinil z organizace tohoto spřísahání papeže Silveria, prohlásil ho za zbaveného úřadu a vyhnal ho z města.
Brzy po této události došlo k nerozhodné bitvě před Pincijskou bránou, kde byl útok Belisariovy jízdy zastaven silnou palbou Gotů z vysoké pevnosti zbudované mezi dvěma římskými akvadukty a následně zatlačen zpět k hradbám. Jen Belisariova autorita umožnila, že se jízda neobrátila k zběsilému úprku, po kterém by celá za nimi se nacházející byzantská pěchota byla odsouzena k vybití či zajetí. Mezitím však na Neronově pláni generál Valentin napadl s maurskou jízdou, následovaný čerstvě vycvičenou římskou pěchotou jiný gotský tábor a zahnal Goty na úprk směrem k již zmíněnému Mulvijskému mostu. Jeho opanováním a zničením by Vitiges přišel o nejvýznamnější zásobovací cestu ze severu a uvrhl by oblehatele vzhledem k jejich počtu do ještě vážnější nouze než obléhané. Nová římská pěchota však zklamala na celé čáře a počala opuštěný gotský tábor drancovat. Gotové, sotvaže zjistili že nejsou pronásledování se zastavili, znovu zformovali a zastihli římskou pěchotu v táboře neschopnou žádného organizovaného odporu. Generál Valentin s jízdními Maury ustoupil a nijak neželel zmasakrovaných Římanů.
Přes rychle se horšící problémy se zásobováním na tom bylo gotské vojsko před branami Říma ještě hůře než obležení. V jejich řadách se velice rozšířil mor a když konečně v Neapoli a Otrantu přistály posily 3 000 pěšáků a 2 000 jezdců generála „Krvavého Jana“ s velkým množstvím potravin, Belisarius mohl konečně podniknout rozhodný protiútok. Zastíracím dvojím útokem u Pincijské a Flaminiovy brány upoutal pozornost nepřítele a posily s tolik potřebnými zásobami se mohly nerušeně vylodit v Ostii (někdejším hlavním přístavu města Říma, v této době již zpustlé a bezvýznamné vesnici, díky čemuž jí Gotové nevěnovali valnou pozornost). Pod dojmem pověstí o dalších byzantských posilách, mířících z jihu, jakož i díky ztrátě vlastních konvojů s obilím navrhl Vitiges mírová jednání.
Belisarius odmítl Vitigovy návrhy o odstoupení Sicílie, Neapole a Kampánie Byzanci, neboť tyto země již na Gotech silou dobyl. Požaduje celou Itálii, jak k tomu je pověřen císařem. Vitiges tedy oznámil že své mírové návrhy hodlá přednést přímo císaři a na tomto základě bylo dohodnuto příměří. Belisarius ovšem sepsal dlouhou zprávu o skutečném stavu byzantských zájmů v Itálii, o již faktické porážce Gotů, jejich krajně nevýhodné současné situaci a důtklivě císaře prosil aby nepopřával sluchu Vitigovým vymlouváním a průtahům.
Na Nový rok 538 připluly z Karthaga pod generálem Hildegerem některé setniny Herulů a Thráckých Gotů, které si Belisarius vyžádal. Nalezly Goty opuštěný římský přístav, který byl rychle obsazen v zájmu plynulého zásobování města. Jízda „Krvavého Jana“ vyslaná na východ od Říma zjistila, že ani zde již není gotských posádek a zmocnila se důležitých opěrných bodů. Vitiges ihned protestoval že jde o porušení příměří, ve skutečnosti se však jeho oddíly opakovaně pokoušely zmocnit se Říma lstí, pomocí podplacených zrádných Římanů, nebo zkoušely do města proniknout akvadukty či nechráněnými nedůležitými úseky značně rozsáhlých římských opevnění. Všechny útoky se podařilo bez většího rizika zmařit či odrazit a Belisarius vydal rozkaz „Krvavému Janovi“ aby se zmocnil Picena a dalších pevností v okolí.
„Krvavý Jan“ si rozkaz vyložil poněkud volně a táhl dvě stě mil poděl pobřeží až k Vitigovu sídelnímu městu Ravenně a nikde se nesetkal s vážnějším odporem. Gotové již byli zcela morálně podlomeni a neschopni čelit byzantským oddílům. Generál Konstantin, který byl účasten již spiknutí proti Belisariovi po porážce Vandalů v Africe, využil úspěchů „Krvavého Jana“ a střídavě osočoval Belisaria v listech císaři i mezi dalšími nespokojenci ze zbabělosti vůči Vitigovi, z nového spřísahání vůči císaři, jakož i z osobní zášti a z protežování „Krvavého Jana“.
Když byl k Belisariovi předvolán k výslechu pro jistou spáchanou loupež, považoval předvolání za zastírací manévr a osočil Belisaria před všemi byzantskými veliteli a úředníky ze zrady a osobních úkladů a pokusil se jej zavraždit. Byl však sražen k zemi, odzbrojen a uvězněn. Týž den byl údajně z iniciativy Antoniny, Belisariovy manželky v kobce zavražděn. Jeho případ se stal předzvěstí budoucích událostí a důležitým argumentem Belisariových nepřátel, kdy statečný a věrný generál Belisarius nakonec beznadějně upadl do sítí dvorských pomluv a spiknutí z nichž neměl naději uniknout. V tento moment však generálové dosvědčili, že se Konstantin dopustil velezrady a vražedného útoku na vrchního velitele a císař tuto zprávu vzal beze slov na vědomí.

## Protiútok od Říma a dobytí Itálie
Po vypršení tříměsíčního příměří císař Justinián oznámil Vitigovým vyjednavačům, že zvažuje nadále jejich návrhy a Vitiges po této nic neřešící odpovědi dal příkaz svému zbylému vojsku stáhnout se od Říma. Když gotská armáda překračovala již proslulý Mulvijský most, Belisarius ji napadl se svým dvorským plukem a dalšími elitními oddíly, mnoho nepřátel zabil, mnoho se jich utopilo v Tibeře. Vitiges stahoval síly k obraně svého sídelního města Ravenny, čímž však také umožnil byzantské armádě hájící Dalmácii zasáhnout do bojů v Itálii.
„Krvavý Jan“ stále dlel v Rimini (Ariminum), hluboko v gotském území a nechtěl se odloučit od veliké kořisti, ačkoliv mu hrozilo obklíčení. Díky tomu také byl ve městě oblehnut početnými oddíly nepřítele a jeho situace se stala rychle kritickou. Jelikož po moři byla odeslána většina volných sil ke snadnému dobytí severní Itálie, kde se momentálně nenacházela žádné větší vojsko nepřítele, nebylo možno „Krvavému Janovi“ v Rimini poskytnout žádnou vydatnou pomoc. Belisarius v obavách o smělého, leč zbrklého přítele sebral dostupných 3 000 vojáků a vyrazil v červnu k obleženému městu. Cestou se mu vzdávaly četné drobné gotské posádky. V dubnu však přistála ve Fermu (Firmum) 7 000 armáda pod velením starého Justiniánova generála a oblíbence Narsese, vybaveného ovšem urážlivě titulem vrchního velitele byzantských armád.
Belisarius se jeho formální autoritě moudře prozatím podřídil. Nejvážnější překážkou na cestě k Rimini byla Osimum (Auximum) posílené nejméně 20 000 Goty. Bylo rozhodnuto oklamat nepřítele u Osima podél pobřeží vyslanými slabými oddíly, zatímco hlavní síla vojska měla částečně vnitrozemím, částečně po moři spěchat k Rimini. O několik dní později došlo ve vnitrozemí ke srážkám s gotskými zásobovacími oddíly, které rychle couvly k Osimu, kde ale na jižním obzoru spatřili stovky zapálených táborových ohňů od jakoby ohromné armády, na moři pak desítky lodí a galér. Gotové nehodlali riskovat bitvu a stáhli se do městských hradeb. U Rimini nezastihli byzantští vojáci již jediného nepřítele, oblehatelé včas zmizeli do nedobytné Ravenny.
Celou válečnou kořist „Krvavého Jana“ však Belisarius kázal rozdělit mezi vojsko, čímž si jej nesmírně popudil, znepřátelil a někdejší přítel si trpce stěžoval na tuto „nespravedlnost“ jak Narsesovi, tak později císaři. Ihned poté došlo k ostrému střetnutím mezi Belisariem a Narsesem o dalším vedení války. Oba disponovali císařovým listem, který jim uděloval vrchní velení, spiklenci závidící Belisariovy jeho čím dál větší, nesmírné vojenské úspěchy se však cítili sebejistí. Narses prohlásil všechny Belisariovy návrhy za „nerozumné“, nesměřující v duchu císařovy vůle „k obecnému dobru říše“ a odmítl se jimi řídit.
Nakonec bylo uzavřeno jakési nejisté strategické příměří s Narsesem, sporné vrchní velení měl znovu rozhodnout císař Justinián. Belisarius souhlasil, že oblehne zdánlivě nebobytné Urbino, zatímco Narses a bývalý přítel „Krvavý Jan“ táhli dále na sever získat si někde snadno kořist i vojenskou slávu. Shodou okolností se však pár dní po jejich odchodu pevné Urbino náhle vzdalo. Náhodou se podařilo přerušit podzemní pramen vedoucí vodu do města a obráncům nezbylo, než se prozíravě rychle vzdát. Narsesovi se dle zvěsti v Rimini udělalo tak zle, že řadu dní vůbec nevycházel ze svých pokojů. V severní Itálii mezitím Belisariem po moři vyslané oddíly téměř bez odporu obsadily rozlehlé území jakož i nejbohatší a nejvýznamnější centrum – Milán. Frankové a Burgundi, ne snad z příchylnosti ke Gotům, žádajícím kde koho o pomoc, jako spíše z touhy po kořisti ve vždy bohaté Itálii vpadli brzy poté ve velikém do pádské nížiny a rychle Milán oblehli po boku Vitigova synovce Uriase. „Krvavý Jan“, který byl Milánu nejblíže odmítl Belisariův rozkaz milánským ihned pomoci a přestože Narses na důrazné Belisariovy výzvy nakonec k tažení k Milánu svolil, bylo již pozdě. Vyhladovělé město města začátkem roku 539 padlo, běsnící barbarské armády zpité vítězství jej strašlivě zplundrovali, naloupili obrovskou kořist v majetku i otrocích a jen málokdo z obyvatel přežil.
Po pádu Milána císař zřejmě vyhověl naléhání císařovny Theodory, dávné přítelkyně Belisariovy manželky Antoniny a povolal Narsese nazpět do Cařihradu – s odůvodněním, že jeho služeb u dvora nadále nemůže postrádat. Belisarius se po odchodu zpupného dvořana ujal již nezpochybnitelného vrchního velení a zabránil spojení Uriase v Miláně s Vitigem v Ravenně. Burgundi a Frankové, nadšeni velikou kořistí a mnoha otroky se nadto od Milána vrátili do svých zemí na severu a nejspíše se ulevilo i samotnému Uriasovi od nespolehlivých a nevypočitatelných spojenců.
Vitiges, neodvažující se vytáhnout do pole proti Belisariovi se rozhodl nepřátelského generála zbavit lstí. Vstoupil v tajná jednání s Narsesem prostřednictvím prostředníka a domlouvali se proti Belisariovi k oboustrannému prospěchu a nadto se rozhodl tajně vybídnout perského šáha Chosrúa k úderu na východní byzantské državy. Císař bude muset odvolat Belisaria z Itálie a Vitiges snadno ovládne téměř již ztracené království. Mezitím pokračovalo obléhání Osima, které bylo Vitigem ubezpečeno v brzký obrat ve válce a proto odmítalo kapitulovat. Se spornými výsledky pokračoval také výcvik pomocných oddílů z místních zdrojů. Doba Říma však pominula a Prokopius ve svých análech zanechává toto svědectví : „Říman (Ital) nemá statečné srdce, jen se rád chlubí a chvástá.“
V srpnu se konečně hladem a žízní vzdalo Fiesole a jeho příkladu, vida že pomoc přes královo ujišťování nepřichází, konečně následovalo i Osimum. Mnozí ze zajatých Gotů se hlásili do Belisariových služeb a slibovalo mu bezvýhradnou věrnost a oddanost. V červnu se náhle v severní Itálii opět objevila veliká armáda Franků. Uriasovo nadšení nad očekávanými „spojenci“ se rychle změnilo v paniku, když se Frankové s bojovým pokřikem zaútočili na jejich ležení u Pavie. Prchající Gotové navnadili „Krvavého Jana“ k protiútoku na Uriasovo ležení, i on však byl překvapen a zaskočen obrovským množstvím Franků, útočících na vše živé, a byl rád že spasil holý život.
Frankové byli uspokojeni bohatou kořistí a nemajíce vlastní jízdy, nikoho v prchajících daleko nepronásledovali. Zdejší kraj však byl již předchozími událostmi zpustošený a vyčerpaný, u Franků brzy masově vypukla úplavice a velice trpěli hlady. Nezbylo jim, než se vrátit domů a v naprostém vyčerpání většinu z vysněné kořisti poztráceli a poházeli cestou na sever. Zbývala Ravenna, ve které byl Vitiges beznadějně uvězněn. Urias se svým Franky zdecimovaným vojskem již Vitigovi žádnou velkou naději neposkytoval. Měl však v Ravenně dostatek zásob a okolní bažiny město již staletí spolehlivě chránily před sebevětší nepřátelskou armádou. Vitigovi nezbylo než vyčkávat nakolik, a zda dost rychle se podaří jeho lstivé záměry a Belisarius bude buď zdiskreditován u císaře Justiniána, nebo alespoň nuceně odvolán na perskou hranici. Jeho vyjednavači skutečně dorazili k perskému dvoru a velmi okázale se holedbali, že zastupují společné zájmy krále Vitiga a generála Belisaria, který je připraven prohlásit se císařem celého Západního impéria s Vitigem jako svým italským leníkem. Pokud Chosrú napadne byzantské državy na východě, pád společného nepřítele, císaře Justiniána bude neodvratný. Obratně kladenými dotazy a jakoby hloupým prozrazování „Belisariových mocenských plánů“ navíc vzbudili u Chosrúa ctižádost tím, že to on musí být první, kdo zasadí Justiniánovi smrtelný úder a získá tak větší zisk – možná i samotný Cařihrad. Stejné informace obdržel i žárlivý a podezíravý eunuch Narses v Cařihradě a hned s nimi spěchal k Justiniánovi.
Přes rozhodný odpor energické Theodory bylo snadné váhavého Justiniána postrašit zkonspirovaným spiknutím, zvláště oživením starých pomluv o Belisariových osobních mocenských plánech již v Africe. Justinián nabídl tedy Vitigovi velkorysé podmínky, který je samozřejmě přijal. Belisarius nemohl uvěřit a žádal císařovo osobní potvrzení nehorázné mírové smlouvy. Když nadto dostal poselství od Uriase, vyzývající jej aby se neprodleně prohlásil císařem Západního impéria, které prý nadšeně podpoří i všichni Gotové vrcholně nespokojeni s kralováním Vitigovým, který je vede jen od jedné porážky ke druhé, rozhodně i tyto návrhy odmítl. Pomluvy tím ale zarazit nemohl. Stejný návrh mu záhy podle Prokopia učinil v souladu se svými záměry také Vitiges a předem přísahal novému západnímu císaři naprostou oddanost.
Dokonce i císařovna Theodora měla podle Prokopiova svědectví přes Antoninu naléhat na Belisaria aby „zachránil Východní i Západní imperium“ a nepodvolil se nátlaku císaře naslouchajícího pomluvám svých podlých a prospěchářských rádců. „Buď mojí vznešenou sestřenicí v Římě“ psala Theodora Antonině. Belisarius však dopis hodil do ohně a prohlásil „Věrnost je Belisariovi cennější nežli padesát Itálií a sto Afrik! Připravte se, zítra vstoupíme do Ravenny!“ Tak Belisarius vstoupil v čele svých elitních oddílů do Ravenny a přijal od Vitiga hold jako byzantský generál. Znovu výslovně odmítl naslouchat prosbám některých svých věrných v čele s Antoninou a nenechal si vsadit na hlavu císařský diadém. Nemůže se stát a také se nestane císařem. „Itálie bude zničena, stejně jako je ničena Afrika“ ,prorokoval chmurně Belisariův sekretář Theodosius, „zkázu přivodí chamtiví výběrčí daní, nespravedlivé zákony, náboženská horlivost a nesnášenlivost kněží. Ani hloupí a neschopní, zkorumpovaní generálové neodvrátí vzpoury, povstání a nepřátelské vpády.“
Urias mezitím ve shodě s předními gotskými šlechtici dal sesadit Vitiga a za krále dal prohlásit jistého Hildibalda, synovce visigotského krále v Hispanii. Ať již tímto svým činem zamýšlel cokoliv, jeho plány rychle ztroskotaly. Byl týmže Hildibaldem zavražděn díky obratným pletichám „Krvavého Jana“. Po vraždě Uriase dal „Krvavý Jan“ zavraždit Hildibalda. Ani nově zvolený gotský král Erarich neměl dlouhou životnost. Až po čase se stal králem Hilibaldův synovec Totila, kterýž se svého úřadu chopil s velkým zápalem a nadšením a díky neschopnosti a hrabivosti byzantských generálů a vysokých úředníků v několika letech obnovil svoji moc téměř nad celou Itálií. Zatím ale v létě roku 540 Belisarius na císařův rozkaz opustil Ravennu a odplul do Cařihradu. Itálii mělo společně velet 13 generálů a guvernérem – vrchním výběrčím daní byl jmenován jistý Alexandr, zvaný „Nůžky“. Velice zdatně si ustřihával již za svého působení v Cařihradu jako směnárník a později v Africe již jako vysoký císařský úředník z peněz svých klientů či ze státních zdrojů do vlastního měšce.
Theodosiovo proroctví se začalo plnit. Belisaria doprovázel bývalý gotský král Vitiges s královnou Matalasonthou jakož i s Hilibaldovými dětmi. Vitiges složil Justiniánovi hold a pokojně dožil na císařem darovaných statcích v Galatii. Belisarius vezl s sebou, podobně jako před lety z Afriky, nesmírné poklady naloupené ještě Theodorichem Velikým v někdejších západořímských provinciích. Jen v mincích, zlatých a stříbrných prutech toho bylo za deset milionů zlatých. Spolu s obrovským množstvím šperků a klenotů, zlatých a stříbrných mis a pohárů přivážel císaři také korunovační klenoty Západní říše spolu s diademem někdejšího císaře Valense, jakož i prapory jeho legií ukořistěné Góty při osudné bitvě u Adrianopole. Tím vším hodlal uklidnit všechna císařova podezření a vyvrátit pomluvy spiklenců ode dvora, stejně jako před lety kořistí z Afriky.

## Druhé tažení proti Peršanům
Zatímco davy na ulicích Cařihradu šílely nadšením, císař svého statečného generála přivítal velice chladně. Obrovskou kořist ovšem neodmítl, neboť jsouce okrádán kdekým ze svého dvora z řad pochlebných dvořanů, úředníků a generálů dokázal vše zbylé utratit nejen na další církevní stavby a obročí (Chrám Boží Moudrosti v Cařihradě byl zřejmě postaven jen díky kořisti od Vandalů), ale i za obrovské dary svým oblíbencům. Chosrúův vpád způsobil aktuálně říšské pokladnici nedozírné škody. Válka se před Belisariovým příjezdem vyvíjela přímo katastrofálně. Chosrú takřka nerušeně vytáhl s armádou od Babylonie na západ a nerušeně zabíral jedno město a pevnost za druhou. Byzantské posádky pod svými generály obvykle prchaly mezi prvními a jen vysoké výkupné zachránilo místní obyvatele před vydrancováním města, pobitím nebo odvlečením do perského otroctví. Vrcholem ostudy bylo dobytí a následné strašlivé zpustošení Antiochie.
Přes veškeré holedbání se poměrně početné posádky, posílené nadto desetitisíci ozbrojenými stoupenci místní domobrany, začali všichni zběsile prchat sotvaže první Peršané vstoupili na hradby. Mnoho lidí bylo při tomto úprku ušlapáno, zbytek Peršané buďto zmasakrovali nebo s sebou odvlekli do Persie. Otroků bylo tolik, že si Peršané pečlivě vybírali jen mladé a zdravé a větší část jich ve zničené Antiochii nakonec ponechali svému osudu. Kořist z Antiochie byla ohromná a šáh se oprávněně chlubil, že jen ta by mu stačila zaplatit dvě takové války s Byzancí.
Od Antiochie táhl Chosrú severnější cestou zpět k Persii, sebral ještě nějaké výkupné v menších městech, když jej u Edessy dostihlo poselstvo od císaře Justiniána pokorně žádající šáhovy podmínky k uzavření míru. Těžko šlo zastřít, že se jedná o naprosto zoufalou kapitulaci. Kromě veškeré obrovské kořisti a výpalného, co šáh dosud v jižních provinciích pobral, mu byly Justiniánem nabídnuty pravidelné roční kontribuce 400 000 ve zlatě. Hlouběji již ani čest Byzance klesnout nemohla. Snad díky návratu Belisaria, snad díky krutým bolestem zubů se však Chosrú uspokojen vítězným tažením rychle navrátil na vlastní území. Justinián nato mírovou smlouvu roztrhal a kontribuci neposlal. Čest Byzanci tím ovšem vrátit ani nemohl.
Belisarius, aniž obdržel jediné vyznamenání či alespoň formální ocenění svých nesmírných zásluh o říši zatím žil skromně ve svém paláci a u dvora probíhal tichý, zuřivý boj mezi ničemnými dvořany a císařovnou Theodorou, která se díky svému vlivu na císaře vší mocí stavěla za statečného generála, o kterém tvrdila že je jedinou záštitou impéria proti Peršanům. Z vlastních prostředků Belisarius posiloval a cvičil svůj Dvorský pluk o vybrané Vandaly, Goty i Maury. Při inspekci u jiných byzantských pluků zjišťoval, že byzantská armáda je ještě v horším stavu než kdysi před bitvou u Darasu. Zejména velitelé se třesou hrůzou již jen při vyslovení jména Persie nebo Chosrúa. Vojsko je zanedbáno.
Pluky a posádky byly jen papírově v plném stavu, a při plné výzbroji a výstroji. V účetních položkách figurovaly nespočetná stáda neexistujících koní pro jízdu či stáda dobytka pro zásobování vojska masem a vojáci namísto výcviku dřeli s lopatou v lepším případě při opevňovacích pracích v horším na soukromých statcích generálů a místní oligarchie. Tímto se opět „ušetřilo“ do soukromých kapes za státní pokladně naúčtované stavební či polní práce. Nevídané rozkrádání státních prostředků bylo díky všudypřítomné korupci císaři dokonale utajeno a různí ziskuchtivci se při svých zlodějnách „ve službách říše“ navzájem kryli a zabezpečovali. Nitky vedly spolehlivě k nejvyšším dvorským kruhům.
Když na jaře 541 dostal Belisarius díky zprávám o nové vojenské aktivitě Peršanů na hranicích konečně jmenování vrchním velitelem východních armád. Ihned tvrdě zarazil nejočividnější rozkrádání a pohrozil místním velitelům a zkorumpovaným úředníkům nejtvrdšími tresty včetně toho nejcitelnějšího – zabavení majetku. Na nápravu žalostného stavu východní armády nebyl čas a proto sebral všechny upotřebitelné síly a v čele svého elitního Dvorského pluku, nyní díky pečlivé přípravě zmnoženého na 7 000 mužů vyrazil na východ k Darasu a ke kdysi byzantské Nisibis. Díky předchozím Justiniánovým slibům se k tažení proti Peršanům nechal zlákat také arabský král Haritha s asi 5 000 jezdci.
Belisarius doufal, že Peršané již natolik pohrdají byzantskou armádou, že se nestáhnou za hradby Nisibis, ale budou chtít Belisaria porazit v poli. Pokud prorazí jejich šiky, mohl by se snadno mezi prchajícími perskými oddíly Nisibis zmocnit. Daraský guvernér jménem Petr se však oproti Belisariovým rozkazům se svým oddílem utábořil příliš blízko Nisibis, perská jízda jej napadla a jen rychlý zásah Belisariových kyrysníků Petra zachránil od naprosté zkázy. Moment překvapení byl ztracen. Nespolehlivé Araby Belisarius poslal drancoval severní Asýrii a táhl obloukem kolem Nisibis na pevnost Sisauranum.
Arabové vskutku při první příležitosti porušili Belisariovy rozkazy poutat svým drancováním perskou pozornost a po nabrání dostatečné kořisti rychle zamířili domů. Mezitím se Belisariovi vzdala pevnost Sisauranum, přeplněná uprchlíky. Belisarius zakázal drancovat město či pobíjet obyvatelstvo a osm set zajatých Peršanů dokonce zlákal do byzantských služeb. Šáh Chosrú, zaneprázdněný dosud na severu se na poplašné zprávy o Belisariově vpádu rychle vracel k Nisibis s jádrem své armády. Pronásledovala jej ale smůla. Epidemie cholery mu rychle ztenčila armádu na polovinu a sesuvy půdy značně zbrzdily jeho postup. Přes výhodnou situaci však odpor většiny byzantských generálů Belisariovi znemožnil vpadnout Chosrúovi do týla a dosáhnout zásadního vítězství. Tito generálové, osměleni snadným vítězstvím u Sisaurana odmítali táhnout v těchto nejparnějších měsících hluboko na nepřátelské území a pouhý Dvorský pluk nechtěl Belisarius riskovat. Dal zbořit hradby Sisaurana a armáda se vrátila k Darasu. Zde jej navštívila manželka Antonina, která se mezitím v dobré víře nešťastně v Cařihradě zapletla do Narsesova spiknutí proti „Kappadockému Janovi“ a doufala v zájmu svého manžela zničit jednu spikleneckou skupinu u dvora skupinou druhou. Belisarius se cítil hluboce uražen tím, že Antonina použila jeho jména při jednání s různými dvořany zastupujícími Narsesovy zájmy a došlo zde k prvnímu skutečně vážnému sváru mezi manžely. Věrná přítelkyně Antoniny, císařovna Theodora která dosud jako jediná hájila Belisariovo dobré jméno před císařem mu dočasný rozchod s Antoninou až do smrti nezapomněla.
Na jaře roku 542 Chosrú s reorganizovanou a posílenou armádou znovu napadl byzantské državy, doprovázen navíc armádou „bílých Hunů“ které se Justinián dosud neúspěšně pokoušel uplatit proti Peršanům. Namísto do čerstvě vydrancované Sýrie však zamířil jižněji do Palestiny a na Jeruzalém. Hluboce zbožný Justinián se zhrozil ohrožení Svatého města křesťanstva vydrancováním, povolal spěšně znovu Belisaria a vyzval jej k záchraně posvátných míst. Sliboval mu přízeň, tituly i statky, ba i odpuštění „vší zpupnosti a urážek které dosud svému císaři učinil“, jen když zachrání svatá místa před pohany. Belisarius rychle vydal rozkazy směřující všechno dostupné vojsko ke Karchemiši a sám vyrazil stejným směrem.
Generál Buces, hájící Hieropoli žádal o pomoc a tvrdil že u Hieropole strhne se rozhodná bitva. Belisarius mu nařídil ponechat ve městě jen nutnou posádku a spěchat ke Karchemiši. Byl přesvědčen že právě dobytím Jeruzaléma chce Chosrú hluboce ponížit a zdrtit jak císaře, tak celou Byzanc a jeho přesvědčení se brzy změnilo v jistotu. Početná perská armáda se zastavila za Eufratem, sotvaže Chosrú zjistil, že zastírací útok na Hieropoli Belisarius prohlédl a nečeká s jádrem své armády zde, ale mnohem jižněji u Karchemiše na cestě k Jeruzalému. Vyslal tedy vyslance mající naoko jednat o míru, ale především zjistit sílu a stav byzantské armády. Belisarius připravil divadlo, při kterém se jednotlivé oddíly Dvorského pluku tvářily jako předvoj armády jak gepidské, vandalské, tak gotské. Rovněž spojenečtí Herulští a Massagetští Hunové, jakož i afričtí Mauři vystupovali přes vyslancem jen jako jakási čestná stráž, předvoj velkých armád při Belisariově štábu.
Belisarius se vysmál „mírovým návrhům“ Chosrúovým, vždyť přece kdo usiluje o mír, nepotřebuje si vést na jednání do cizí země velikou armádu. Mír lze dojednat teprve poté, co se toto veliké vojsko vrátí na východ. Když toto Chosrú uslyšel a když navíc za Eufratem byly ohlášeny známky přítomnosti nějaké nové byzantské armády, zalekl se a dal rozkaz k ústupu. Belisarius jej dal sledovat hlídkami stále se tvářícími jako předvoj velkých byzantských armád, dokud Peršané nezmizeli za Eufratem. Jediným perským úspěchem bylo vydrancování nepříliš důležitého a obránci včas opuštěného Callinica. Belisarius prohlásil že u Karchemiše dosáhl svého nejsladšího vítězství. Neztratil ani jediného z 13 000 vojáků, zahnal na útěk několikanásobnou perskou přesilu (Procopius z Cesareje udává opět jistě přemrštěný počet 200 000) a zachránil svatá místa. „Peršanů bylo jako kobylek, ale zahnali jsme je z našich polí třeskem zbroje a zvukem trub!“

## Belisarius v nemilosti
Sláva nekrvavého vítězství nad hrozivou perskou přesilou byla zastíněna velkou epidemií moru, který se v té době z Egypta rychle rozšířil na sever a v samotné Konstantinopoli decimoval tisíce lidí denně. Když se rozšířila zpráva, že onemocněl také císař Justinián a později mnozí šířili tzv. zaručené pověsti že zemřel, Belisarius odrážel neodbytné tazatele ohledně své loyality možným kandidátům na trůn tvrzením, že bude bdít jedině nad zachováním práva a zákonů ohledně nástupnictví. Právě podle zákona o nástupnictví také nemůže podpořit kandidaturu císařovny Theodory na trůn. Zpráva však byla zcela vylhaná, císař nezemřel a po nové vlně dvorských pomluv o „neloyalitě“ generála Belisaria k celé císařské rodině jej povolal do sídelního města, aby se zde zpovídal ze své údajné nové zrady.
Uražená Theodora s manželem tentokrát plně souhlasila, Belisariovi byly odejmuty všechny tituly a funkce, celý jeho majetek propadl koruně anebo přešel do držení císařových věrných pochlebníků a rozpuštěn byl dokonce i legendární Dvorský pluk, který impériu získal tolik ohromujících vítězství nad četnými nepřáteli. Až po mnoha měsících, kdy se Belisarius usmířil s manželkou Antoninou a jejím prostřednictvím také s Theodorou, byly spáchané křivdy císařem poněkud zmírněny. Ač mor pominul, rychle se zhoršila situace na všech hranicích a frontách, které Belisarius léta tak věrně bránil a zajišťoval. Neschopní generálové na perské hranici ztratili všechny výhody, které předtím Bëlisarius získal a jen díky moru, který naplno propukl také v perské armádě bylo zabráněno nové drtivě invazi Peršanů do nitra imperia. V kdysi vandalské Africe propukaly stále nové vzpoury díky jak náboženskému, tak daňovému útlaku. Maurské kmeny se vzepřely vůli hrabivých a nenasytných byzantských úředníků a jaly se drancovat vnitrozemí, aniž je kdo byl schopen zastavit. Opět až mor ukončil trvalé krvavé střety vládních vojáků s různými vzbouřenci a povstalci v Africe a ukončil je tak důkladně, že tato staletí fungující obilnice ještě římského impéria zpustla a změnila se většinově ve vyprahlou poušť.
Nebezpečně se vyhrotila situace také v Itálii. Dosud téměř bezvýznamný gotský nový král Totila, neuznávaný většinou svárlivé gotské šlechty a „kralující“ původně jen Pavii, chytře využil neschopností a vzájemné řevnivosti císařem, či spíše Narsesem jmenovaných 11 byzantských generálů, o jejichž jmenování se zasloužily výhradně úplatky a oddané pochlebování těm správným činitelům u dvora, těm kteří skutečně řídili celou vnitřní i vnější politiku byzantské říše a za jejich tupé nečinnosti rychle rozšířil svoji moc a u Faenzy tvrdě potřel početnější byzantskou armádu těchto „spoluvládnoucích“ generálů. Tím otřesná neschopnost generálů nekončila, ale ještě kulminovala skutečností, že se každý uzavřel se zbytky svých vojáků za hradby některého italského města a Itálii tím nechali zcela na pospas Totilově nezadržitelnému postupu. Jedno město za druhým novému gotskému králi otevíralo brány, bez boje se zmocňoval jedné provincie za druhou a gotská šlechta se ráda poddávala novému úspěšnému králi, který je přesvědčivě povede k vítězstvím, slávě a kořisti.
V době Belisariova působení v Sýrii se císař na Narsesovo doporučení rozhodl jmenováním jistého Maximina za nejvyššího velitele na Západě zachránit Itálii. Maximinus císaře uchvátil svojí asketickou zbožností a rádobyprorockým blouzněním, zato jeho vojenské zkušenosti a schopnosti byly příkladně mizivé. Početné nákladní loďstvo se zásobami potravin vyslané Maximinem z Řecka do obléhané Neapole padlo Totilovi bez odporu do rukou a neméně katastrofální osud potkal lodě s vojáky, bůhví proč plující až po dvou měsících rovněž k Neapoli. Prudká bouře zahnala lodě na břeh, kde tábořilo Totilovo vojsko a to dokonalo naprostou zkázu armády, která měla Neapol zachránit. Její obránci se po této druhé katastrofální zprávě vzdali. Vrcholné Totilovo tažení na Řím, mající korunovat jeho znovudobytí Itálie na Byzanci přerušila již zmíněná morová epidemie, která se od východu přehnala celým Středomořím a všude dosáhla věru nejspravedlivějšího, byť dočasného usmíření všech bojujících králů a generálů.
V této zoufalé situaci dal císař předvolat již omilostněného Belisaria a „nabídl“ mu možnost očistit se od všeho příkoří a zrádných piklů, které způsobil říši a císaři. Státní pokladna je však prázdná a je tedy povinností Belisaria, aby náklady tažení do Itálie financoval na důkaz své věrnosti a oddanosti císaři zcela sám. Obdařen novým směšným titulem „hrabě císařských stájí“ odplul Belisarius se 400 thráckými vojáky porazit Totilu a zachránit věrolomnému císaři Itálii. Opět jej doprovázela Antonina, která situaci sarkasticky komentovala slovy „Jsi sice hrabětem Augiášových chlévů, ale nesmíš je vyčistit!“ (otevřená narážka na jeden z – úspěšně splněných – Heraklových úkolů vyčistit velmi rozsáhlé a velmi zaneřáděné chlévy krále Augiáše).
Belisarius nejprve navštívil svoji rodnou Thrákii a země svého legendárního rodáka přijala jako héroa, všude se pod jeho prapory hrnuly stovky dobrovolníků. Ač zastavil své pozemky, bylo vážným problémem jak sehnat pro své nováčky dostatek kvalitní zbroje a zejména koní. Po zprávě o obléhání Otranta Totilou spěšně vyslal generála Valentina (proslulého při obraně Říma proti Vitigovi) s 2 000 nováčky a ti v poslední chvíli vskutku toto město zachránili. Po zprávách zvědů bylo zřejmé, že je nyní nemožné připlout přímo k Římu na západním pobřeží, neboť díky ukořistěným byzantským lodím Totila bedlivě střeží tyto vody až daleko na jih k Messinskému průlivu a má dostatek vojáků pro službu na souši i na moři. Belisarius tedy zamířil do stále ještě formálně byzantské Ravenny a odtud se marně pokoušel přimět východoitalskou gotskou šlechtu k podpoře byzantského císaře.
Jeho návrat nadšeně přivítali poslední věrní velitelé byzantských posádek v dosud držených městech, ale Totilova převaha byla přes veškeré nadšení Belisariových nováčků zdrcující. V poslední chvíli bylo posilami zachráněno také bránící se Osimo a zároveň byly tajně opraveny a novým vojskem osazeny zničené hradby nedalekého Pesara. Totila překvapený novou byzantskou pevností v zádech musel obléhání Osima rychle zanechat. Byzantští dosud věrní velitelé a jejich místní stávající spojenci očekávali od Belisaria zejména měsíce zadržovaný – a dodejme samozřejmě generály a civilními guvernéry ukradený žold – který jim Belisarius přes zástavu všech svých pozemků ani nemohl v plné výši nahradit a naléhavě žádal císaře o okamžité převelení setnin jeho Dvorského pluku z perské hranice do Itálie, jakož i o výplatu dlužného žoldu pro zbývající byzantskou armádu v Itálii, nebo se brzy i její zbytek rozuteče.
Nepřicházely však ani peníze, ani zásoby, ani posily. Nakonec bylo nutno vydat Totilovi i dosud zázračně uhájené Osimo a padaly i další z těch mála zbývajících byzantských měst a pevností. Z významných měst nakonec zůstala Byzanci během následujícího roku již jen Ravenna a Řím, jehož zásobování se stalo díky silné gotské flotile více než problematické a bylo jen otázkou času, než se bude muset poddat Totilově moci. Z Ravenny vyrazil přes vnitrozemí Římu na pomoc generál Valentin a přivedl umdlévajícímu městu s trochou zásob také tisícovku svých čerstvých vojáků. Situace v Římě se ohledně potravin rychle horšila a Gótové, ovládající celé vnitrozemí naopak stále posilovali. Belisarius, když konečně obdržel díky zásahu císařovny Theodory flotilu, posily i peníze, ihned vyplul k Římu, neboť správně předpokládal že přesun po moři bude rychlejší a snadnější.
Bez potíží Itálii obepluli, ale řeka Tibera byla za Římským přístavem přehražena řetězy a dubovými zátarasy, silně hájenými z okolních gotských věží a přes veškeré úsilí se bohužel nepodařilo do Říma proniknout. Totila využil zoufalé situace zbývajících obránců a jeden oddíl mu otevřel Asinarijskou bránu. Řím již byl více městem duchů než živých lidí a Procopius zanechává svědectví že z někdejšího půl milionu obyvatel jich ve městě v této době nezůstalo víc než tisíc. Totila nechal bez povšimnutí uniknout zbylé byzantské oddíly pod Bessasovým velením a započat bořit římské hradby.
Na Belisariovu posměšnou výzvu, proč ničí někdejší největší a nejskvělejší město světa, které již nikdo nebrání ani neobývá, namísto aby se postavil byzantské armádě v poli však boření hradeb zanechal a vyrazil na jih proti vojsku „Krvavého Jana“. Ten rychle před početnou gotskou armádou ustoupil za pevné hradby Otranta. Totila nechal Otranto střežit a vyrazil na Ravennu doufajíc že jejím obsazením se zmocní všech důležitých měst v Itálii a definitivně ji tak opanuje. Jakmile se ale jádro gotské armády dostatečně vzdálilo, Belisarius vylákal převážně pěší Goty, střežící přístup od moře k Římu pod palbu svých lučištníků a uštědřil jim tak zdrcující porážku, že se již neodvážili znovu se Belisariovi postavit v poli. Ani v Římě se Byzantinci nesetkali s žádným nepřítelem.
Rychle započali s opravou povalených úseků hradeb, neboť k Totilovi již chvátali poslové s touto překvapivou novinou o neuvěřitelném obratu. Pobouřený Totila se rychle vrátil a ihned přikázal celé své armádě zmocnit se Říma proti hrstce byzantských obránců. 7 000 Belisariových mužů několik dní odráželo Totilovy útoky proti poničeným hradbám a branám. Ač můžeme považovat Procopiovo svědectví o 20 000 Gotech padlých za těchto útoků za přehnané, Totilova urputná snaha zmocnit se Říma přes pobořené hradby a hájené jen nevelkými silami Byzantinců zcela ztroskotala. Jisté je, že „šíp opět zvítězil nad kopím“ a velké ztráty útočícím Gotům také způsobilo masové nasazení palných válečných strojů. Když na závěr gotských útoků Belisarius napadl s kyrysníky svého Dvorského pluku gotské pěší kolony, zahnal je na zběsilý úprk od hradeb, přičemž se téměř zmocnili Totilovy královské korouhve, dal Totila konečně povel k ústupu přes řeku.
K dalšímu postupu však Belisarius potřeboval nové posily, neboť si nemohl dovolit oslabovat své nevelké síly dobýváním a obsazováním italských měst a pevností. Justinián skutečně vyslal do Dalmácie novou armádu generála Valeriána, která však byla zastavena novým vpádem bulharských a jiných slovanských kmenů a v rozhodné chvíli tak nemohla v Itálii zasáhnout. Totila se pak soustředil na blokování a obléhání byzantských posádek, zejména Otranta na jihu, a přestože se Belisarius pokusil vpadnout Totilovi do zad obsazením a opevňováním Cotrone, záměr se nezdařil a před velkou gotskou přesilou sestupující ke Cotrone Belisarius raději odplul doplnit síly na Sicilii. Do Otranta pak přivezl asi 2 000 vojáků a když zjistil že nevelké síly, které uvolnil Valerián stačí maximálně tak k obraně města, ale v žádném případě k tažení proti Totilovi, rozhodl se u císaře přímo intervenovat a žádat o rozhodnutí.
Antonina odplula do Cařihradu, ale ještě na cestě ji zastihla zpráva o smrti věrné přítelkyně a ochránkyně, císařovny Theodory. Její smrti se zcela zhroutily naděje o úspěšné osobní intervenci u Justiniána. Ovdovělému císaři zřejmě více záleželo na pokořením Belisaria, nežli na vládě v Itálii Prohlásil že nemá nazbyt peněz ani vojáků pro tak nespolehlivého a neúspěšného generála, který, pokud utratil všechno své jmění za válku v Itálii, je jen sám vinen svým selháním. Následně odvolal Belisaria z Itálie a velitelem jmenoval opět Narsese. Odvolání mělo katastrofální následky. Vzdaly se drobné byzantské posádky v jižní Itálii i v okolí Říma, až nakonec bez pevného a energického velení a zejména bez naděje na vítězství byla přemožena i jeho posádka. V byzantských rukách zůstala v Itálii z důležitých měst již jen Ravenna. Totila se poté přeplavil na Sicílii a začal obléhat zdejší přístavy, které před lety Belisarius získal pro císaře Justiniána.
V Cařihradě v té době dlel u dvora také papež Vigilius. Zde došlo k prvnímu skutečně vážnému rozkolu církve západní a východní. Papež při zdlouhavých jednáních nakonec v zájmu jednoty církve souhlasil s některými požadavky na klatbu určitých (zejména ariánských) církevních děl, ale tato poněkud vynucená shoda nepřispěla ani k usmíření monofysitů a ortodoxních na východě a tím rozhořčeněji na císařova náboženská autoritativní nařízení zareagovali biskupové v Itálii, ve Francích a v Hispanii.

## Poslední dějství
Belisarius zatím žil skromně v ústraní, „vyznamenán“ bezvýznamným a zbytečným dvorským titulem „Velitele východních armád“, aniž by mu bylo dovoleno opustit Konstantinopol. Na východní hranici ostatně již ani nedošlo k dalšímu velkému perskému vpádu, jen k pohraničním šarvátkám, ojedinělým vzpourám na obou stranách hranic a následným politickým jednáním s novými dohodami. Když Chosrú později musel řešit vzpouru svého syna s armádou, zaměřil se po jejím potření na vnitřní problémy a zvelebování své říše. Perští letopisci mu za toto úsilí později dali přízvisko „Nuršiván“ (Velkodušný). Váhavě pokračovala také válka v Itálii a na Sicílii. Císař rychle jmenoval a odvolával různé generály až konečně do Itálie vyrazil osobně Narses s 30 000 armádou a podle rad, které mu ještě v Cařihradě udělil na znak smíření Belisarius, Goty porazil u Tagin. Bitvu rozhodl závěrečný protiútok znovu shromážděného Dvorského pluku, který s válečným pokřikem „Belisarius“ rozrazil gotskou formaci, obrátil ji na útěk, a Totila sám byl dostižen a zabit nedaleko odtud.
Zbylá gotská armáda svedla ještě poslední zoufalou bitvu u Sarna při Vesuvu a Narsesovi se poté téměř bez boje poddaly zbývající města a pevnosti, včetně stále fakticky opuštěného a pobořeného Říma. Brzy poté svůj úspěch ještě korunoval drtivým potřením nového franckého vpádu do jižní Itálie u Casilina. Narses, jistě dobře a důvěrně obeznámený s císařovou paranoiou, kterou sám tolik let úspěšně budoval a posiloval, znaje nadto císařovu pověrčivost, vítězství zcela připsal zázračnému obrazu Panny Marie, se kterým táhl do bitvy. Narsesovo vítězství sice přineslo Itálii zpět do byzantských rukou, země však byla rozvrácena a zpustošena, nebylo téměř od koho vybírat daně ani cla. Totila nevlastnil ani žádný pohádkový majetek ve zlatě a cennostech, který by naplnil vyprázdněnou Justiniánovu pokladnu. Také Afrika byla po morové ráně téměř pustá a nenesla žádné zisky.
Ani na východě nebyla situace o nic lepší, Sýrie a „římská“ Mezopotámie byla zničeny a zdecimovány perskými vpády, Ilyrie a Thrákie zase Huny a Bulhary. Justinián byl donucen na sklonku života zoufale šetřit a velmi citelně pociťoval zejména omezení svých velkolepých náboženských ambicí – stavění, rozšiřování či zakládání chrámů a klášterů. Nechtěl proto ani slyšet o nebezpečí nového hunského vpádu od severu. Marně Belisarius se svými bezvýznamnými tituly varoval a žádal o pravomoce a prostředky učinit alespoň nejnutnější obranná opatření. Když Hunové a Bulhaři skutečně v zimě roku 558 překročili zamrzlý Dunaj a vpadli do Thrákie, nebyla nikde k dispozici armáda, která by je mohla zadržet. Zcela bez odporu dosáhli dlouhé zdi císaře Anastazia, postavené přede více než půlstoletím k obraně Cařihradu od takovýchto nenadálých útoků. Císař si teprve nyní vzpomněl na svého „Velitele východních armád“ a přikázal mu bránit město před Huny, zatímco sám kázal naloďovat své soukromé poklady, svaté relikvie a ikony a chystal se uprchnout z Cařihradu.
Belisarius svolal podle vůle „Jeho Svatého Veličenstva císaře“ městské milice, palácovou stráž (jejímž byl rovněž formálním velitelem) a volal do zbraně také všechny své veterány z dávných vítězných tažení. Zabavil pro potřeby obrany všechnu zbroj a koně v Hippodromu, zrekvíroval koně městských hasičů i palácových stájí. V císařské zbrojnici nalezl dostatek luků a šípů, kterým bylo nutno jen napnout nové pružné tětivy. Belisarius objal své věrné druhy z válek s Peršany i s Germány a rychle je rozdělil jako velitele svých nepočetných a velice různorodých oddílů. S pokřikem „Belisarius navždycky“ a „Veď nás opět na nepřítele“ vyrazilo toto podivné vojsko ke Zlaté bráně a zde jeho výzbroj doplnil i železnými zašpičatělými tyčemi, ohražujícími původně císařův soukromý park. Pobořenou Anastaziovu hradbu na evropském břehu nemělo s těmito chabými silami význam bránit a tak Belisarius kázal vybudovat opevněný tábor.
Nečekal ale až na něj Hunové a Bulhaři udeří, ale sám jim vyrazil vstříc. Napadl je z lesa na stezce z obou stran a v boji muže proti muži Bulhaři nemohli využít své hlavní přednosti – palby jízdních lučištníků. Rychle se obraceli k úprku do vlastního ležení s povykem, že je pronásledují samotní duchové zemřelých s planoucíma očima. Bulharský chán Zabergan poplašen těmito zprávami dal rozkaz ustoupit. K Belisariovi se teď houfně přidávali Thrákové, kteří unikli řádění nájezdníků a jeho dobrovolnické vojsko stále rostlo, zatímco nepřítel stále rychleji ustupoval na sever. Justinián po zprávě o novém, byť kuriózním vítězství Belisariovy „armády“ kázal ukončit nakládku svých lodí a vše nastěhovat zpět do paláce a do chrámů. Belisarius dostal rozkaz nepronásledovat více nepřítele a ten nakonec po vyjednáváních a především Justiniánově úplatě z Thrakie definitivně odtáhl. Jásající davy nad ještě slavnějším vítězstvím generála Belisaria než všechny dosavadní – neboť jej bylo dosaženo doslova před branami Cařihradu – rozlítila císaře na nejvyšší možnou míru. Zdánlivé naprosté pokoření, zesměšnění a zubožení slavného byzantského vojevůdce císařskou „svatou“ autoritou se náhle rozplynulo vniveč. Ani záchrana vlastního sídelního města Belisariem před hroznou zkázou z rukou barbarů již pro Justiniána nic neznamenala. Nejprve císař Belisariovi ostře vytkl zničení hrazení jeho soukromého parku a přikázal mu neprodleně „vrátit tyče“! To se stalo od té doby ve městě sarkastickým pořekadlem pro směšné a nečestné jednání, kdy se za velkou službu někdo odměňuje malichernými urážkami a osočováním.
Trvalo ještě celých šest let než došlo k poslední, nejtragičtější kapitole a vyvrcholení životního příběhu generála Flavia Belisaria. Po odhalení nového, možná i skutečného spiknutí proti císaři, který svojí podezíravostí a ortodoxním fanatizmem pronásledoval a pobuřoval mnohé významné, vlivné a bohaté občany impéria, ať již duchovní, senátory, vojáky, starou i novou zbohatlickou aristokracii, padlo nové podezření také na generála Herodiána, který za poslední italské války vydal město Spoleto Totilovi. Herodián, aby unikl mučidlům a jisté smrti za velezradu, podal falešné svědectví proti Belisariovi jako vůdci tohoto spiknutí. Jen proto, jen z Belisariova popudu tzv. podvratné živly stále provolávají slávu generálovi a ostouzejí císaře.
Belisarius byl zatčen. V obsáhlé obžalobě proti němu byly znovu ocitovány veškeré jeho údajné zločiny proti státu a zejména proti Svaté osobě císařově, kterému ukládal trvale nejen o trůn, ale i o život. Ničeho nebylo opomenuto, všechna obvinění byla nadto samoúčelně podpořena tímto novým, „odhaleným“ spiknutím. Nejpádnějším „důkazem“ těchto obvinění měla být současná městská lůza, urážející hrubě císaře – samozřejmě z Belisariova popudu – přímo pod okny paláce. Zatčeno bylo i (nepříliš početné) služebnictvo Belisariova domu, včetně jeho sekretáře a letopisce Prokopia a na mučidlech nuceno dosvědčit generálovy údajné spiklenecké porady, pobuřování a ukládání o císařův život. Vyslýchána byla údajně i paní Antonina, která však jistě záměrně odpovídala jako senilitou a dětinskostí postižená stařena.
Podle legendy při soudním přelíčení, kterému předsedal osobně osmdesátiletý císař Justinián bylo na „důkaz“ zrádných a vražedných piklů Flavia Belisaria čteno bezpočet údajných důkazných svědectví a na otázku, jaké má svědky na svoji obhajobu starý generál pronesl : „Mám čtyři. Gelimera, někdejšího krále Vandalů, Vitiga, někdejšího krále Gotů, Chosrúa, velekrále Perzie a nakonec bulharského chána Zabergana“.
Spiklenci, někteří i oprávněně, dostali trest smrti, generál Herodián podle očekávání milost. Paní Antonina byla prohlášena za choromyslnou a odvedena do „Zámku Pokání“ pro duševně postižené šlechtičny. Belisarius byl zcela záměrně výsměšně ponechán při životě, ale kromě ztráty všech poct, titulů a důchodů byl na Justiniánův rozkaz odsouzen k oslepení rozžhavenými jehlami.
Legenda byla malíři a sochaři 18. a 19. století používána jako alegorie nespravedlnosti. Na známém Davidově obraze je motiv nespravedlnosti doplněn jednak o motiv soucitu (žena, která dává almužnu), jednak o motiv prozření (voják, který poznává svého bývalého generála). Když byl slepý stařec vyhozen z bran paláce, podle téže legendy mu podal mladý desátník kopí, aby měl alespoň berlu. Nebyl prvním ani posledním, kdo tohoto rádoby zneuctěného slepého žebráka na ulici poznal. Legenda letěla městem a pokud se Justinián kdy obával masového pobouření lidu kvůli Belisariovi, nyní nastalo doopravdy. 40 000 lidí se shromáždilo v ulicích a kdo nemohl vidět proslulého krajana osobně, poslouchal alespoň četné řečníky, kteří vyprávěli davu o generálovi a jeho činech, chlubili se svými vlastními zážitky, zraněními a památkami na boje s Peršany, Huny, Goty nebo Vandaly. Davy kolovaly pamětní mince jako ta, kde byl Belisarius po dobytí Afriky označen jako „Sláva Římanů“. Ze všech stran přinášeli poslové dary a před Belisariem se brzy vršily hory jídla a celé pytle peněz od měděných grošů po zlaťáky.
Justinián se přibelhal k oknům paláce a zděsil se vida na vlastní oči pobouření, které svojí ostudnou záští sám vyvolal. „Justinianus ab injustitiis!“ (Justinián pro bezpráví,nespravedlnost), „Slepý Samson zahubil krále i celý jeho dvůr!“ Ihned vyhlásil „odpuštění“ generálu Belisariovi, a navrátil mu dům, tituly, pocty a důchody. Po bok manžela se navrátila ze „Zámku Pokání“ zázračně uzdravená paní Antonina, a v kruhu přátel a veteránů zde Flavius Belisarius v pokoji zemřel 13. ledna roku 565. „Neutrpěl jiné úhony, než z rukou svého císaře“ pronesla manželka nad jeho hrobem.
Císař svoji oběť dlouho nepřežil. Zemřel 13. listopadu téhož roku.

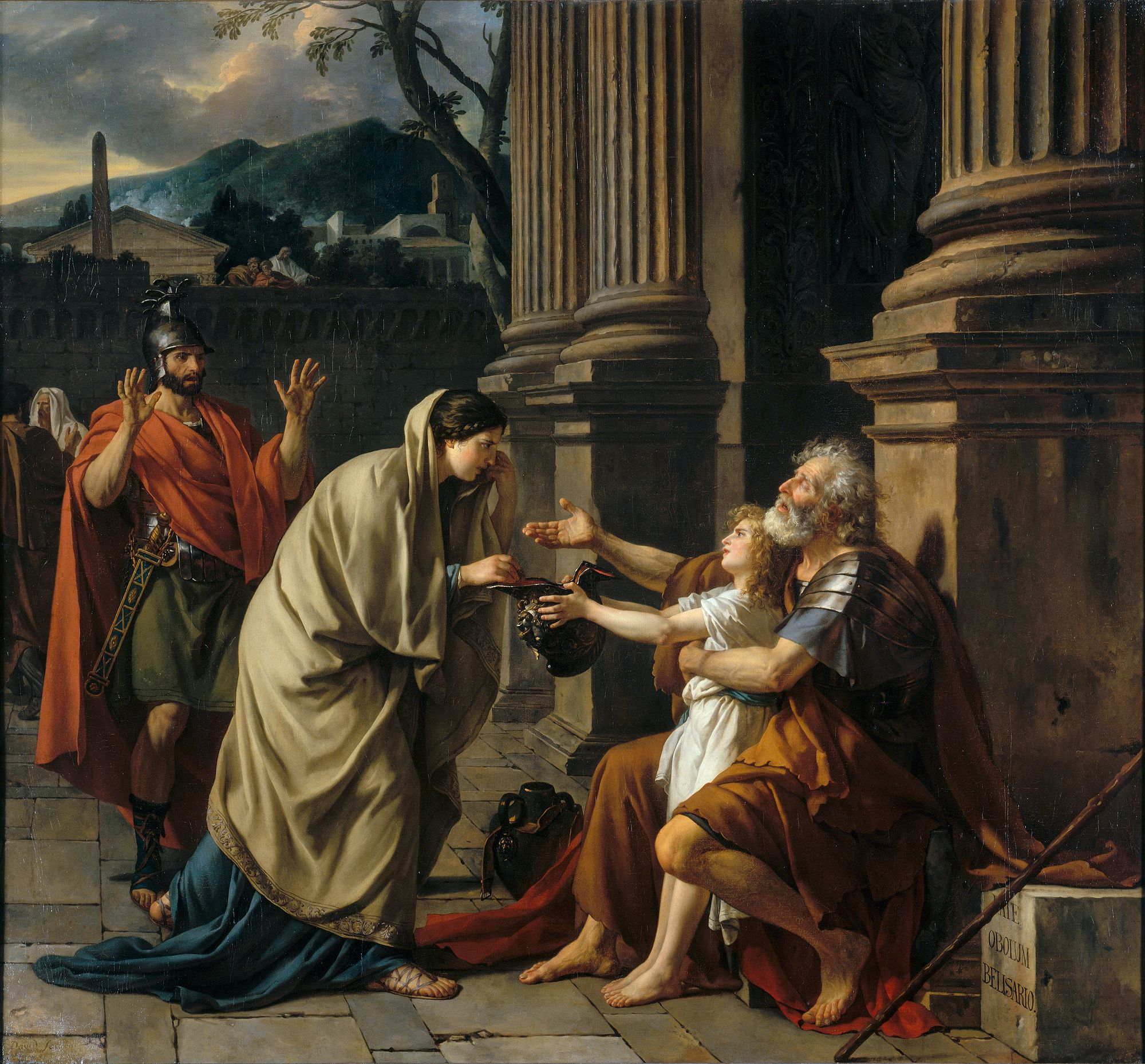
Belisar na obraze Jacquese-Louise Davida (1781).